# Mario’s Tennis
Mario’s Tennis, в ходе разработки носившая название Mario’s Dream Tennis, — спортивная игра 1995 года, разработанная компанией Nintendo для игровой приставки Virtual Boy. Игра была выпущена на старте продаж Virtual Boy, и в Северной Америке входила в комплект поставки приставки. Mario’s Tennis считается игрой, положившей начало спортивной подсерии видеоигр Mario в целом.

## Игровой процесс

Марио готовится к подаче в режиме игры в парном разряде; скриншот сделан с эмулятора без трехмерного изображения

Mario’s Tennis — спортивная игра, в которой игрок управляет одним из семи различных персонажей серии Mario и участвует в теннисных матчах. Стереоскопическая трёхмерная графика игровой системы Virtual Boy позволяет игроку воспринимать глубину теннисного корта, что даёт возможность лучше воспринимать расстояние между теннисным мячом и персонажем игрока. В более поздних играх серии Mario Tennis добавлялись отсутствующие в традиционном теннисе элементы игрового процесса, такие как «power up items», специальные «power shots» или препятствия, мешающие игре. В отличие от них, в Mario’s Tennis основное внимание уделяется основам тенниса.
Mario’s Tennis имеет несколько различных режимов игры и вариантов настройки. Игрок может выбрать одного из семи персонажей, включая Марио, Луиджи, принцессу Тоадстул, Йоши, Тоада и Донки Конга-младшего, каждый из которых обладает различными характеристиками в отношении «скорости», «силы» или «площади ракетки». Можно выбрать либо одиночную игру, либо режим турнира из трёх игр, причём в обоих случаях можно играть как в одиночном, так и в парном разряде на лёгкой, нормальной или высокой сложности. Хотя при анонсе игры был заявлен многопользовательский режим для двух игроков, он не был реализован, поскольку кабель, необходимый для соединения двух приставок Virtual Boy, так и не был выпущен.

## Разработка
Первоначально игра имела рабочее название Mario’s Dream Tennis. Игра была разработана Nintendo R&D1 с участием руководителя Гумпэя Ёкои — той же командой, которая отвечала за разработку самой Virtual Boy. Успех линейки систем Game Boy и мнение общественности о том, что для следующего поколения систем ещё слишком рано, из-за провала таких систем, как 3DO и Atari Jaguar, привёл команду к мозговому штурму различных подходов, которые можно было бы использовать. Команда придумала систему, которая использовала стереоскопические 3D-изображения для отображения обычной 2D-графики. Virtual Boy стала итогом работы над аппаратной частью, а Mario’s Tennis и Mario Clash — итогом работы над программной частью. Это была одна из четырёх стартовых игр, выпущенных вместе с приставкой. В Северной Америке игра вошла в комплект поставки приставки. Как и все другие игры для Virtual Boy, Mario’s Tennis использует красно-чёрную цветовую схему и параллакс для имитации 3D-эффекта.

## Приём и наследие
Игра получила в целом смешанные отзывы критиков. Чаще всего рецензенты жаловались на то, что это спортивная игра, в которой отсутствует многопользовательский режим. Обозреватель Famicom Tsūshin оценил игру на 26 баллов из 40. Next Generation присвоил игре три звезды из пяти. Обозреватель журнала отметил «если вы ищете увлекательную игру для своего Virtual Boy, это один из лучших вариантов, который вы можете выбрать». GamePro отметил, что «Mario’s Tennis грешит только упрощённой музыкой и эффектами», похвалив впечатляющую трёхмерную визуализацию, исключительно большое разнообразие движений и сложных соперников. Позже GamePro назвал её лучшей игрой для Virtual Boy 1995 года.
Mario’s Tennis не только положила начало серии видеоигр Mario Tennis, но и стала игрой, положившей начало спортивной подсерии видеоигр Mario в целом.